# ويليام س. براون
ويليام س. براون (بالإنجليزية: William C. Brown) هو مهندس كهربائي ومهندس أمريكي، ولد في 22 مايو 1916، وتوفي في 3 فبراير 1999.